# 卢布尔雅那城市市镇
卢布尔雅那城市市镇，是斯洛文尼亚的一个城市市镇，行政中心为斯洛文尼亚的最大城市及首都卢布尔雅那。市镇面积为275平方公里，2018年人口数量为288,832人。2021年12月时其市长为佐兰·扬科维奇。

## 行政区划
卢布尔雅那城市市镇包含17个市区，分别为：
- 贝日格勒区
- 中央区
- 奇尔努切区
- 德拉夫列区
- 戈洛韦茨区
- 亚尔舍区
- 莫斯泰区
- 波列区
- 萨瓦河谷区
- 罗日尼克区
- 鲁德尼克区
- 索斯特罗区
- 申特申德区
- 希什卡区
- 什马尔纳戈拉区
- 特尔诺沃区
- 维奇区

每个市区有自己的区议会。